# 陸知命
陸知命（548年—614年），中国隋朝政治人物，表字仲通，吴郡富春县（今浙江省杭州市富陽区）人。
南朝陳散騎常侍陸敖之子。陸知命在陳朝始興王陳叔陵属下担任行参軍，後历任太学博士、南獄正。589年、陳朝滅亡，陸知命回乡。江左高智慧作乱，晋王杨广驻守江都，招揽三吴名望之家，説降叛乱之人。陸知命应命説降叛乱的十七城，渠帥陳正緒、蕭思行率领三百人归降。陸知命以功担任儀同三司，賜田宅。他的弟弟陸恪被登用为汧陽县令，陸知命知道陸恪没有县令才能，于是请求辞退。
隋朝統一天下，陸知命劝隋文帝楊堅建都洛陽，奏上《太平頌》讽谏。文帝没有同意，多年没有调用陸知命。朝廷选派出使高句麗的使者，陸知命请求应命：「宣示皇風，使彼君臣面縛闕下」，文帝知道他不是尋常人物。一年后，任命他为普寧鎮将。有人称誉知命正直，于是他在御史台待詔。
604年，煬帝即位，陸知命任治書侍御史。他发言端庄严整，被官僚敬畏，煬帝很敬重他。後因事連坐罷免。一年后復職。齐王楊暕驕慢，亲近小人，陆知命上疏弹劾，結果楊暕获罪，百官慄然。隋朝遠征高句麗，陸知命担任東暆道受降使者。614年，在軍中去世，时年六十七岁，追贈御史大夫。

## 延伸阅读
[在维基数据编辑]
 《北史·卷077》，出自李延壽《北史》
 《隋書·卷66》，出自魏徵《隋书》